# 에이미 가르시아
에이미 가르시아(Aimee Garcia, 1978년 11월 28일 ~ )는 미국의 배우이다.

## 출연 작품
- 디워
- 왓 데이 해드 - 조 역
- 아담스 패밀리 - 데니스 역 (목소리)
- 루시퍼(넷플릭스 드라마)- 엘라 로페스 역